# Макарова, Зинаида Валентиновна
Зинаи́да Валенти́новна Мака́рова (род. 27 сентября 1937, Златоуст, Уральская область (РСФСР), СССР) — советский и российский учёный, доктор юридических наук (1996), профессор (1997). Заслуженный юрист Российской Федерации (1998). Член Международной ассоциации содействия правосудию. Награждена нагрудным знаком «Ударник XI пятилетки» (1984).

## Биография
Родилась 27 сентября 1937 года в Златоусте Челябинской области. После семья переехала в Карпинск (Свердловская область), где в 1954 году она окончила школу, после чего поступила на юридический факультет Ленинградского государственного университета им. А. А. Жданова, который окончила в 1959 году и была распределена на работу адвокатом в Куйбышевскую областную коллегию адвокатов, где проработала до 1974 года.
Работая адвокатом, в 1971 году защитила диссертацию на соискание степени кандидата наук на кафедре уголовного процесса и криминалистики Ленинградского госуниверситета на тему «Некоторые проблемы совершенствования деятельности адвоката-защитника на предварительном следствии (по материалам Куйбышевской области)» (науч. рук. — проф. Н. С. Алексеев).
С 1974 года устраивается на работу Куйбышевский госуниверситет на должность старшего преподавателя, с 1981 года — доцент на юридическом факультете.
Переезжает в Челябинск: в 1991—1993 годах работает завкафедрой уголовного и гражданского права в Челябинском государственном университете. В 1993 году переходит на работу в ЧГТУ.
В 1996 году в Уральской государственной юридической академии защитила докторскую диссертацию на тему «Гласность уголовного процесса: концепция и проблемы развития».
С 1997 года — профессор, в 2003—2009 годах — заведующая кафедрой уголовного права и уголовного процесса факультета права и финансов ЮУрГУ, в 2009—2014 годах — научный руководитель магистратуры по информационному праву кафедры административного и конституционного права.

## Научная деятельность
Сфера научных интересов — уголовное судопроизводство, адвокатская защита по уголовным делам, ораторское искусство в суде.
Член Диссертационного совета СПбГУ по специальности 12.00.09 — Уголовный процесс. Участник международных и всероссийских конференций по юриспруденции. Участвовала в разработке Устава Челябинской области.
Подготовила 3 кандидатов юридических наук.
Автор более 120 научных публикаций, в том числе 3 монографий. Монография «Ораторское искусство в суде» (в соавторстве с Н. С. Алексеевым), выдержала 2 издания (1985, 1989) и переиздана в Китайской Народной Республике. Некоторые публикации:
- Некоторые вопросы адвокатской этики на предварительном следствии // Вестник Ленингр. ун-та. 1969. Вып. 4, № 23;
- Участие адвоката-защитника на предварительном следствии: Учеб. пособие. Куйбышев, 1978;
- Гласность уголовного процесса. Ч., 1993;
- Нравственный идеал профессии юриста // Вестник Рос. акад. образования. 1997. № 2.